# Нейтральний елемент
Нейтра́льний елеме́нт бінарної операції — елемент, який, беручи участь у бінарній операції, залишає незмінним інший елемент. 
Якщо {\displaystyle (S,*)} — множина {\displaystyle S} з визначеною на ній бінарною операцією «*». Елемент {\displaystyle e\in S} називається нейтральним відносно  цієї операції, якщо
{\displaystyle x*e=e*x=x,\quad \forall x\in S}.
Для некомутативних операцій, визначають 
- лівий нейтральний елемент {\displaystyle e_{\mathrm {l} }}, для якого

{\displaystyle e_{\mathrm {l} }*x=x,\quad \forall x\in S},
- правий нейтральний елемент {\displaystyle e_{\mathrm {r} }}, для якого

{\displaystyle x*e_{\mathrm {r} }=x,\quad \forall x\in S}.
В загальному випадку може існувати довільна кількість елементів, нейтральних зліва чи справа. Якщо одночасно існують лівий та правий нейтральні елементи, то вони співпадають, оскільки:
{\displaystyle e_{\mathrm {r} }=e_{\mathrm {l} }\cdot e_{\mathrm {r} }=e_{\mathrm {l} }}.

## Приклади
Якщо бінарна операція називається додаванням чи відніманням, то нейтральний елемент називають: нулем, нульовим елементом чи 0.
Якщо бінарна операція називається множенням чи діленням, то нейтральний елемент називають: одиницею, одиничним елементом чи 1.
| Об'єкти        | Бінарна операція                            | Нейтральний елемент                            |
| -------------- | ------------------------------------------- | ---------------------------------------------- |
| Числа          | {\displaystyle +} (додавання)               | 0                                              |
| Числа          | {\displaystyle \cdot } (множення)           | 1                                              |
| Вектори        | {\displaystyle +} (додавання векторів)      | {\displaystyle {\vec {0}}} нульовий вектор     |
| Матриці        | {\displaystyle +} (додавання матриць)       | нульова матриця                                |
| Матриці        | {\displaystyle \times } (множення матриць)  | одинична матриця                               |
| Функції        | {\displaystyle \circ } (композиція функцій) | тотожне відображення                           |
| Множини        | {\displaystyle \cap } (перетин множин)      | універсальна множина                           |
| Множини        | {\displaystyle \cup } (об'єднання множин)   | {\displaystyle \varnothing } (порожня множина) |
| Логічні змінні | {\displaystyle \wedge } (кон'юнкція)        | {\displaystyle \top } (true)                   |
| Логічні змінні | {\displaystyle \lor } (диз'юнкція)          | {\displaystyle \bot } (false)                  |